# Burcht Adolfseck
De Burcht Adolfseck (Duits: Burg Adolfseck) is een voormalige hoogteburcht op 312 m boven NN bij de Aar aan de zuidrand van Adolfseck, een stadsdeel van Bad Schwalbach, in de Rheingau-Taunus-Kreis in de Duitse deelstaat Hessen.

## Geschiedenis
De Burcht Adolfseck werd gebouwd door graaf Adolf I van Nassau-Wiesbaden-Idstein ter beveiliging van de Bäderstraße en als bescherming tegen het graafschap Katzenelnbogen, dat de enkele kilometers noordelijker gelegen Burcht Hohenstein bezat.
Op 18 februari 1356 droeg Adolf de burcht in leen op aan aartsbisschop Gerlach van Mainz. Elf jaar later verkreeg Adolfseck stadsrechten.
Na het overlijden van Adolf ging het bezit over aan diens zoon Walram IV, die de burcht in 1386 overdroeg aan zijn jongere broer Johan. Johan bouwde in de burcht een aan de heilige Valentijn gewijde kapel. Toen Johan in 1397 aartsbisschop van Mainz werd, ging het bezit van de burcht over aan zijn neef Adolf II, de zoon van Walram IV. In de 15e en 16e eeuw diende de burcht af en toe als weduwengoed.
Na het uitsterven van het Huis Nassau-Wiesbaden-Idstein in 1605 ontstond er een geschil over het bezit van de burcht, dat in 1612 ten gunste van Mainz werd beslist. De verliezende erfgenaam Lodewijk II van Nassau-Saarbrücken behield wel de beschikkingsbevoegdheid. Overigens ging het geschil door tot in de tweede helft van de 18e eeuw.
Volgens een rapport van de schrijver Vinzenz Pottinger uit de Rheingau, gedateerd 28 maart 1612, was de burcht in een slechte staat. Tijdens de Dertigjarige Oorlog werd de burcht waarschijnlijk vanuit de noordelijk gelegen Schans Adolfseck belegerd. De schade tijdens de Dertigjarige Oorlog lijkt gering te zijn geweest, want graaf Johan van Nassau-Idstein woonde op de burcht tijdens een kuur in Bad Schwalbach in 1653 en 1654. In 1679 wordt de burcht in een rapport beschreven als een “ingestorte hoop stenen”.

## Beschrijving van de burcht
De hoofdburcht, ovaal van opzet, was waarschijnlijk van Romaanse oorsprong en ligt op een heuveltop. In het westen, zuiden en oosten was er oorspronkelijk een lus van de Aar afgedamd om een meer te vormen. De toegang was een poorttoren in de vestingwerken in het dal, die via een recht pad verbonden was met de poorttoren van de voorburcht. Ten oosten van de voorburcht leidde een parallel aan een doorsteek van de Aar liggende droge gracht voerende weg in zuidelijke richting naar de poorttoren van de hoofdburcht. Deze ovale hoofdburcht was ongeveer 55 m bij 40 m groot en bestond uit een veelhoekige ringmuur met een dikte tussen 1,3 en 1,5 m. In het midden van de 14e eeuw werd een zes tot acht meter brede dwingel toegevoegd, die in het noorden met de droge gracht overging.
Van de burcht zijn alleen kleine resten van de muren en een waterput bewaard gebleven, het ovale hoofdkasteel is alleen in de plattegrond te herkennen. Het gehele complex is een beschermd monument.

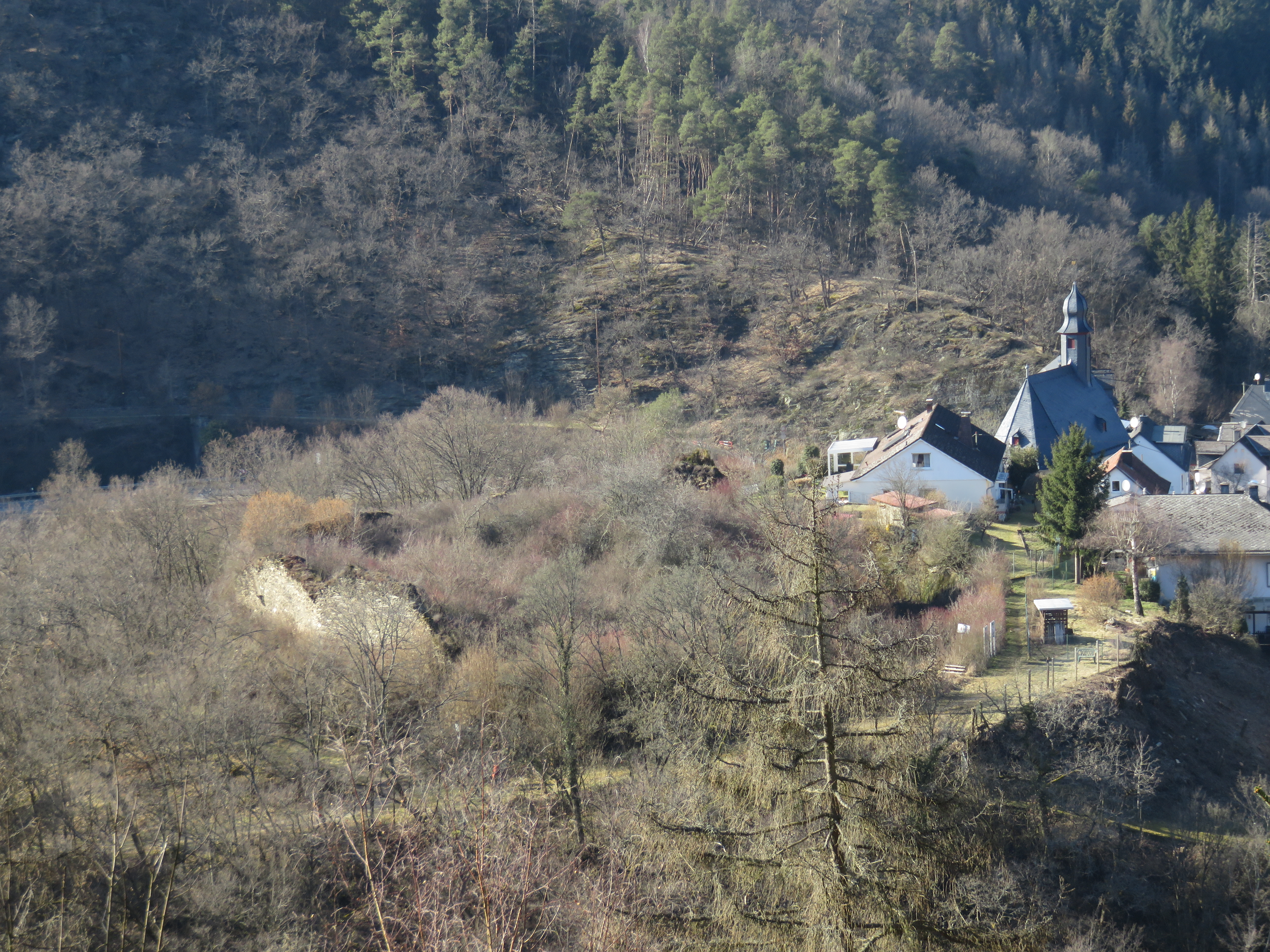
burcht en kerk
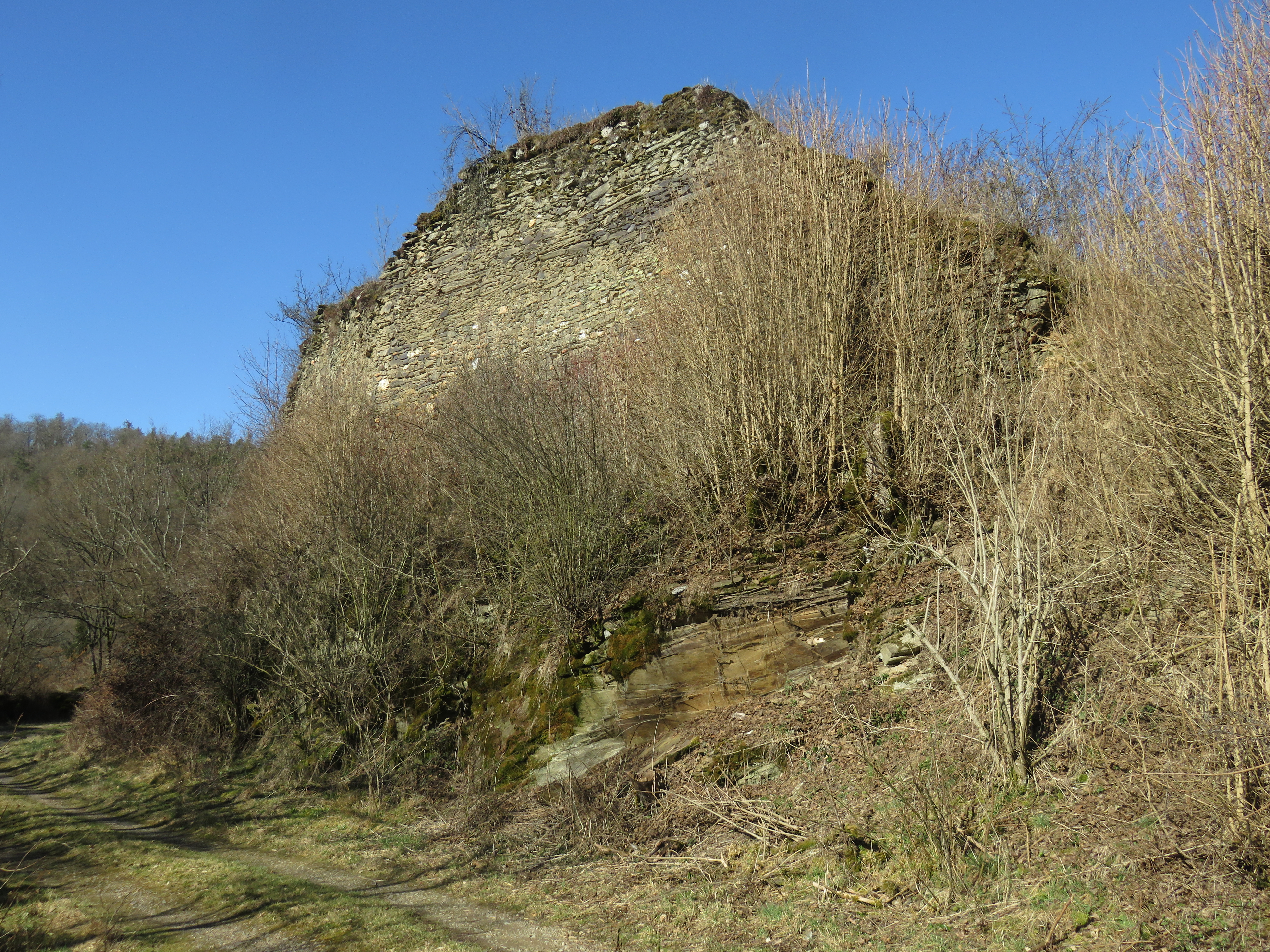
muur buiten
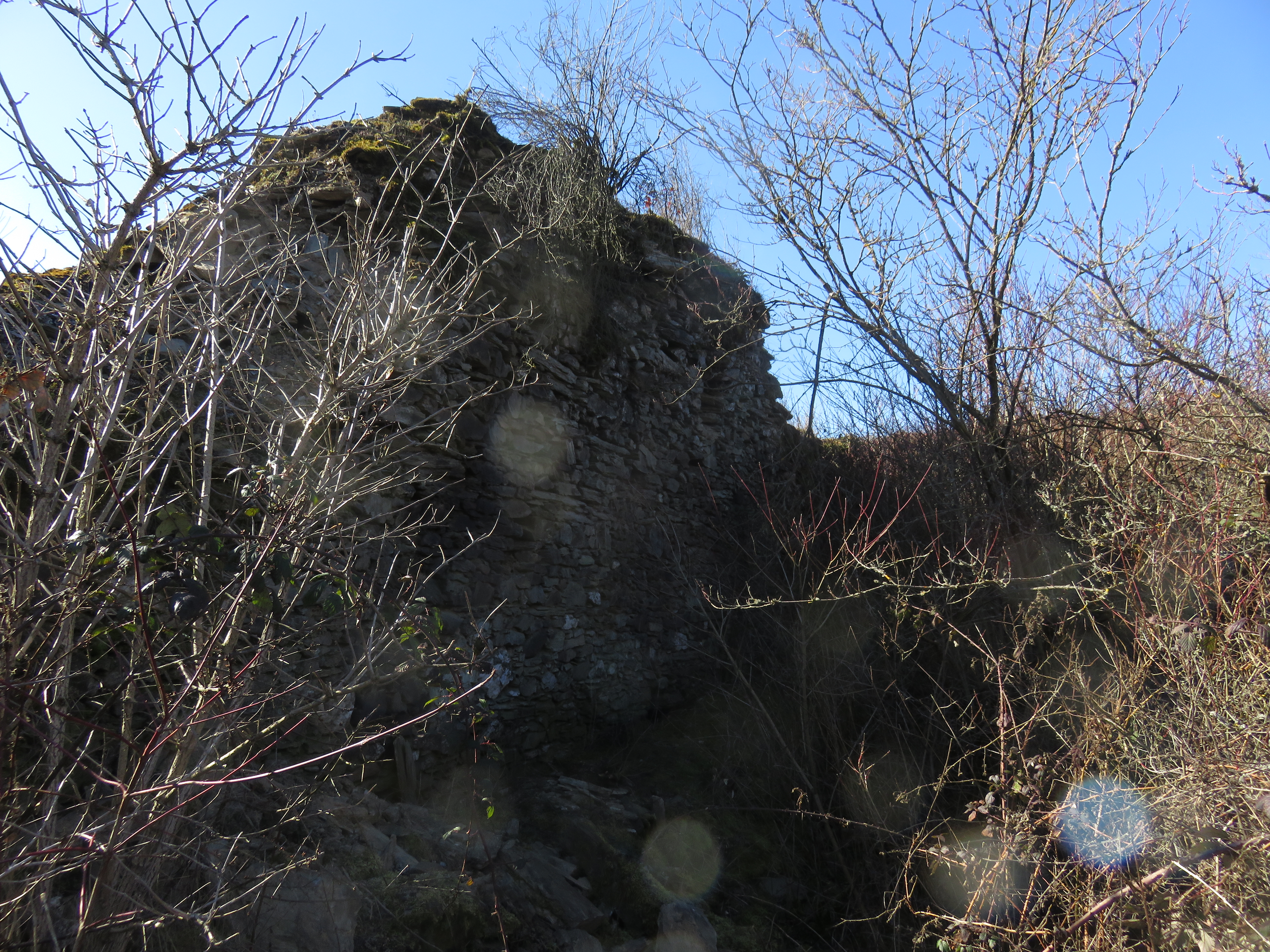
muur binnen